# Hòn Quéo
Hòn Quéo là một ngọn núi ven biển thuộc xã Thổ Sơn, huyện Hòn Đất, tỉnh Kiên Giang, Việt Nam, cùng với hai ngọn núi lân cận là Hòn Me và Hòn Đất tạo thành quần thể núi gọi là Ba Hòn. Quần thể ba ngọn núi trước đây là vùng căn cứ cách mạng Ba Hòn và hiện tại là Khu di tích lịch sử cấp quốc gia.

## Tự nhiên
Đây là ngọn núi nhỏ nhất trong 3 ngọn núi Ba Hòn, nằm sát biển về phía tây bắc Hòn Me. Thực chất chỉ là một ngọn đồi nhỏ bằng đá hoa cương cao chỉ 30 m so với mực nước biển. Ngọn núi ban đầu là một hòn đảo cách đất liền khoảng 100m, được phù sa bồi lắng nên đã gắn với đất liền. Trên núi ngày trước có nhiều xoài quéo, nên tên gọi có thể từ đây mà ra.
Vào năm 2013, một nghiên cứu của Tổ chức bảo vệ động vật hoang dã Wildlife At Risk (WAR) nhằm phục vụ cho vận hành Trạm cứu hộ động vật hoang dã Hòn Me đã thống kê thực vật trong vùng Ba Hòn. Vùng có 154 loài thực vật hoang dã, 13 loài cây rừng được trồng bổ sung và 13 loài cây ăn quả.
Năm 2016, khu vực ven biển Hòn Quéo, xã Thổ Sơn kéo dài đến Bình Hòa, xã Bình Giang dài khoảng 9 km xảy ra sạt lở ven biển nhiều đoạn, rất nghiêm trọng. Chính quyền địa phương đã cho gia tăng việc trồng rừng phòng hộ và xây dựng kè chống sạt lở ven biển.

## Dân cư–kinh tế
Dân cư sống xung quanh hòn và khu vực gần đó, có một ngôi chợ nhỏ là chợ Hòn Quéo ngay con đường dọc triền núi Hòn Me chạy ra biển. Người dân hầu hết là người Khmer sống trong làng nghề truyền thống như đan đệm lát, làm nồi đất thủ công. Bên cạnh đó đánh lưới ghẹ, ghe câu cá biển gần bờ. Làng gốm ấp Hòn Quéo là một trong hai làng gốm truyền thống lâu đời nhất của người Khmer ở vùng Tây Nam Bộ. Tuy nhiên, nghề làm gốm đã mai một, đến năm 2014 chỉ còn 4 hộ trong ấp là còn làm gốm.
Vào năm 2013, chính quyền địa phương đã chi 12,5 tỷ VND để xây dựng mới tuyến đường dọc triền núi từ Hòn Me đến Hòn Quéo. Đường dài 2 km, có bề rộng 5,5m, mặt lề 0,5m, và có độ dày mác 300 bê tông.
Trên ngọn núi nhỏ này có chùa Tam Bảo Kỳ Viên hay còn gọi là chùa Hòn Quéo. Chùa được nhà sư Nguyễn Văn Đồng lập vào năm 1938. Khu vực quanh núi và đỉnh núi từng diễn ra nhiều hoạt động tệ nạn xã hội như sòng bạc, bia ôm, đâm chém, đánh nhau. Cờ bạc, bia ôm tổ chức ngay cả trong khuôn viên chùa.
Từ năm 2014, chính quyền Kiên Giang đã bắt đầu kêu gọi đầu tư phát triển cụm du lịch Hòn Đất–Hòn Me–Hòn Quéo. Tổng diện tích quy hoạch khoảng 500 ha, với 16 hạng mục, trong đó sẽ xây khu dịch vụ bến tàu–cảng du lịch Hòn Quéo.

## Ảnh

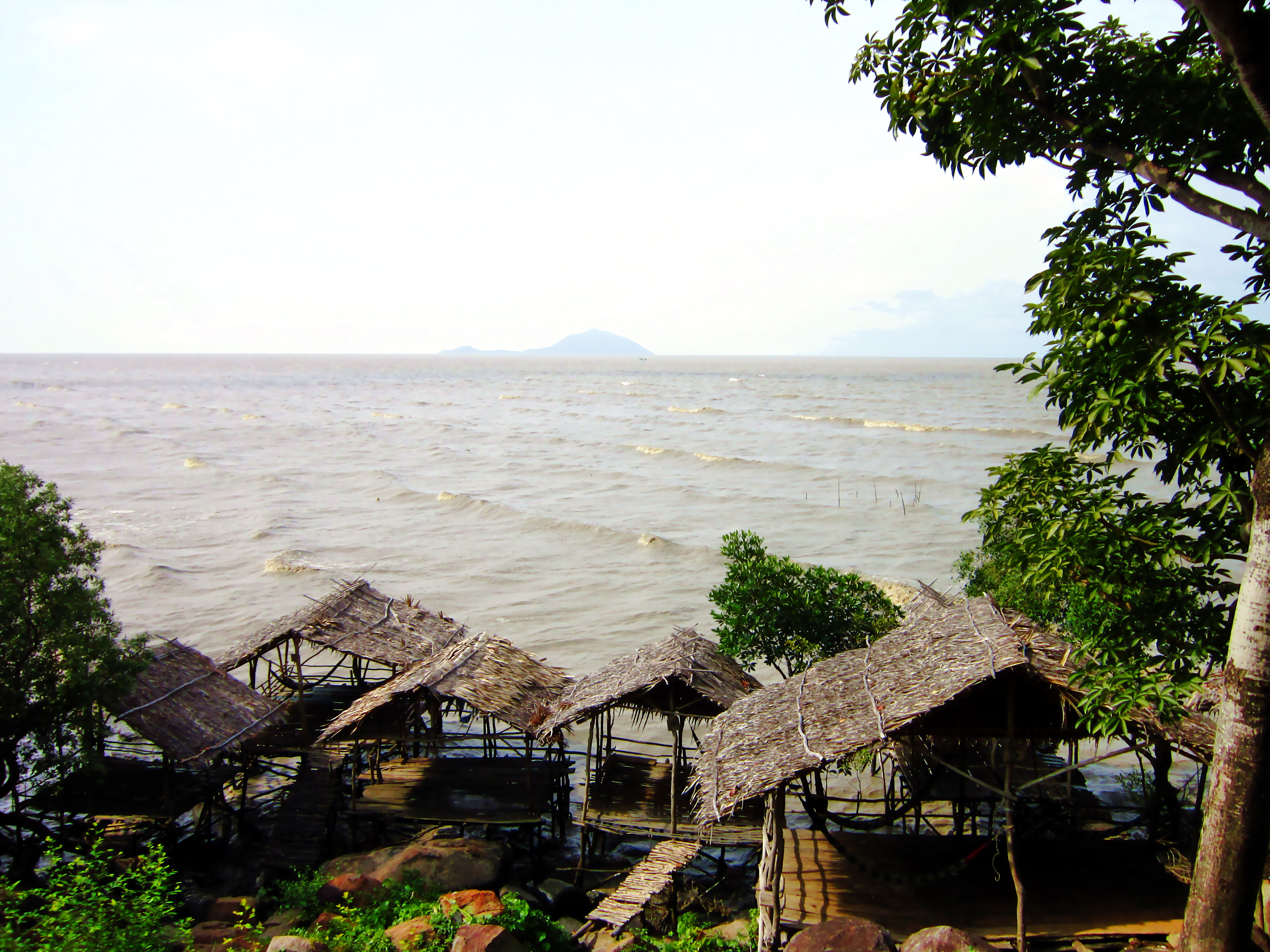
Lều quán ven biển
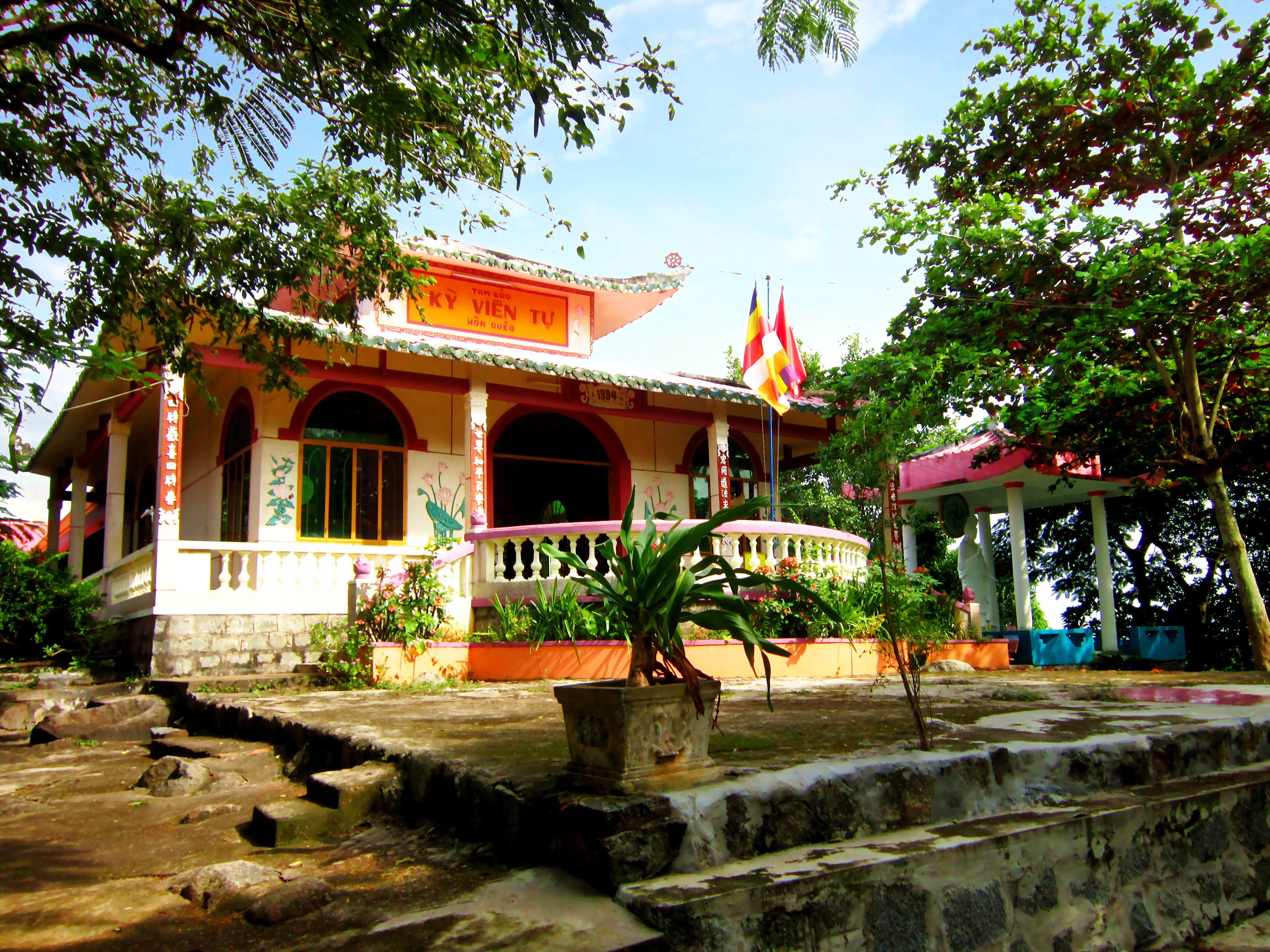
Chùa Hòn Quéo

### Sách
- Anh Động (2010). Sổ tay địa danh Kiên Giang. Nhà xuất bản Đại học quốc gia Hà Nội. ISBN 9786046202912.
- Nguyễn Anh Động (2011). Di tích-danh thắng và địa danh Kiên Giang. Nhà xuất bản Thanh Niên. OCLC 867631211.
- Trung tâm thông tin và chuyển giao tiến bộ sinh học Việt Nam (2000). Đồng bằng sông Cửu Long: đón chào thế kỷ 21. Nhà xuất bản Thành phố Hồ Chí Minh. OCLC 47171667.